# Wirex リミテッド
Wirex リミテッド（Wirex Limited）は、イギリスのロンドンに本社を置く暗号資産決済システムを運営する会社である。
専用アプリ（Wirex App）で各種暗号資産および法定通貨を管理できるほか、アプリと紐づいているデビットカード（Wirex Card）を利用した国際ブランド決済ネットワークでの決済を可能としている、いわゆるクリプトフレンドリーカード（Crypto-Friendly Card）を提供しているフィンテック（FinTech）企業。
イギリスの暗号資産関連企業では、3社目のElectronic Money Institutionとして英国FCA（金融行動監視機構）に認可および登録された。

## 概要
2015年に「e-coin」としてサービス開始。2016年に「Wirex」にサービス名を変更した。
2017年8月に日本法人（株式会社ワイレックス・ジャパン）を設立。
2018年2月、当時のカード発行体が国際ブランドの会員ルールを継続的に破っていたことから会員権を失い、Wirex社についても新規発行を含むカード関連サービスが全面的にストップした。その後新たに契約したカード発行体からカードを発行することとなったが、当該サービス提供対象者は、国際ブランドのルールに則って欧州居住者のみに限られることになり、欧州以外の居住者に対するカード関連サービスの提供は、各国・地域に設立した子会社を通して行われることとなった。
2018年8月以降、Electronic Money Institutionとして英国FCAに認可および登録されている。
2019年11月、シンガポール子会社からアジア地域各国へのカード発行を再開するとの発表があった。2020年６月時点において、200%を超える月次取引増加率をアジア地域で記録している。
2020年4月、米国子会社でのカード発行を2020年中に開始するとの発表があった。
2020年6月、暗号資産業界で初となるマスターカードのプリンシパルメンバーシップを欧州にて付与された。
2020年12月、欧州にてVisaのプリンシパルメンバーとなったことが発表された。
2021年6月、日本法人を解散。